# Bahía Blanca (partido)
Bahía Blanca (Partido de Bahía Blanca) is een partido in de Argentijnse provincie Buenos Aires. Het bestuurlijke gebied telt 284.776 inwoners. Tussen 1991 en 2001 steeg het inwoneraantal met 4,62 %.

## Plaatsen in partido Bahía Blanca
- Alférez San Martin
- Bahía Blanca
- Cabildo
- Corti
- Gral. Cerri
- Grünbein
- Ingeniero White
- La Viticola
- Naposta
- Villa Bordeau
- Villa Espora
- Villa Harding Green
- Villa Stella Maris